# Doctor of Pharmacy
Der Titel  Doctor of Pharmacy ist ein Akademischer Grad und wird vor allem im angelsächsischen Raum von akkreditierten Universitäten verliehen. Er stellt eine Erweiterung des traditionellen Pharmaziestudiums um den Doktorgrad dar. Der Titel Pharm.D. ist der höchste wissenschaftliche Grad im universitären Studium der Pharmazie.

## Titelführung
Der akademische Grad Doctor of Pharmacy wird in den USA – wie in den meisten Ländern der Welt – abgekürzt als Dr. (vor dem Namen) oder Pharm.D. bzw. pharmD (nach dem Namen) geführt.
Inwiefern das Berufsdoktorat Doctor of Pharmacy der dritten Ebene der Bologna-Klassifikation der Studienabschlüsse entspricht, wird jedoch unterschiedlich beurteilt. Wie einem Promotionsstudium liegt auch diesem Titel eine schriftliche Arbeit zugrunde, die mündlich zu verteidigen ist. Andere, vor allem verfahrenstechnische Fragen, weichen dagegen vom klassischen Promotionsstudium ab. Das Verfahren ähnelt zwar in vieler Hinsicht dem Promotionsverfahren anderer Studienfächer, welches häufiger auch für weiterführende wissenschaftliche Fragen vergeben wird. Abweichungen sind jedoch insbesondere im Vergleich zum üblicherweise an Pharmazeuten verliehenen "Dr. rer.nat." hervorzuheben, der in hohem Maße pharmazeutische, chemische oder botanische Grundlagenfragen umfasst.
Aus diesem Grunde ist die Führung des Titels nur mit Angabe des ausgeschriebenen Titels "Doctor of Pharmacy" und der Herkunftsbezeichnung zulässig.

### Ausbildung in den USA
In den USA wurde in den 1990er Jahren das Studium der Pharmazie an den Universitäten nach und nach umgestellt. Es wurde dabei um einen ausgeprägten klinischen Teil erweitert. Die Studiendauer wurde gleichzeitig um zwei bis drei Jahre verlängert. Das Studium ist seitdem gänzlich neu strukturiert und leitet zudem zum selbstständigen wissenschaftlichen Arbeiten an. Der Titel Doctor of Pharmacy wird aufgrund der sehr großen Nachfrage an vielen US-Universitäten inzwischen als einzig mögliche Abschlussform des Pharmaziestudiums angeboten. Nach den Bologna-Kriterien repräsentiert der Doctor of Pharmacy die höchste, dritte Ebene der universitären Ausbildung, während das US-Pharmaziestudium zuvor mit der zweiten Ebene (etwa Master „MS“ oder dem Bachelor „BS“) abschloss. Es werden die international für den Doktorgrad üblichen Benotungen „rite“, „cum laude“, „magna cum laude“ und „summa cum laude“ als Bewertung der Leistung vergeben und bei der Graduierungsfeier auch durch verschiedene Kordeln an der Robe symbolisiert. Mit dem Erwerb des Titels wird bei der Verleihungszeremonie zudem die Borte am Doktorhut von Rechts (Bachelor-/Mastergrad) nach Links (Doktorgrad) gewendet.
Der Doctor of Pharmacy ist ein vollwertiger und uneingeschränkter Doktorgrad. Er wird wie der „Doctor of Business Administration“ (DBA) oder der „Doctor of Medicine“ (M.D.) den berufsspezifischen Doktortiteln (professional doctorates) zugerechnet. Pharmazeuten können in angelsächsischen Ländern darüber hinaus oft auch mit dem Titel Ph.D. (Doctor of Philosophy) promovieren. Der Ph.D. ist insgesamt stärker naturwissenschaftlich, der Pharm.D. stärker klinisch geprägt. Der Ph.D. ist zudem nicht in die Studienzeit integriert, sondern schließt sich daran an. Der Titel „Apotheker“ im deutschen Sinne wird in den USA als „RPh“ (registered Pharmacist) geführt und ist also nicht mit dem Titel Pharm.D. synonym, obwohl fast alle jungen Apotheker in den USA inzwischen ihr Pharmaziestudium mit dem Abschluss Pharm.D. beenden.

### Doctor of Pharmacy Program
Neben dem verlängerten und intensivierten Pharmaziestudium können US-Apotheker an einigen großen und bekannteren Universitäten den Titel Pharm.D. auch durch ein Promotionsstudium erlangen, das üblicherweise aus mindestens neun Trimestern besteht. In diesen Promotionsstudiengängen wird in Anlehnung an das veränderte Studium eine Spezialisierung in klinischer Pharmazie erlangt. Durch Änderungen in der Akkreditierung der US-Universitäten durch die Behörden stehen diese Promotionsstudiengänge seit 2009 ausländischen Pharmazeuten landesweit nur noch dann zur Verfügung, wenn zuvor eine US-amerikanische oder kanadische Approbation zum Apotheker erlangt wurde oder das Studium der Pharmazie in den USA oder Kanada zuvor erfolgreich beendet wurde.
Die Erlangung des Pharm.D. Grades in einem solchen, an das Studium anschließenden Promotionsstudium fordert pro Trimester die Bearbeitung von Patientenfällen in sämtlichen Organsystemen und zahlreichen auch intensivmedizinischen Krankheitsbildern, Präsentationen vor Fachpublikum, mindestens 27 Klausuren, zahlreiche Tests und insgesamt 36 klinische Prüfungen, die direkt auf Station in der Universitätsklinik vor den Stationsärzten und pharmazeutischen Professoren absolviert werden. Es müssen zahlreiche Vorlesungen in den medizinischen Disziplinen Immunologie, Kardiologie, Pneumologie, Endokrinologie, Infektionskrankheiten, Nephrologie, Neurologie, Psychiatrie und Gastroenterologie besucht werden und mit Prüfungen abgeschlossen werden. Flankierend müssen einige – teilweise US-bundesstaatsspezifische – Gesetzeskundeprüfungen und Kurse zum wissenschaftlichen und statistischen Arbeiten abgelegt werden. Zur Erlangung des Titels ist dann noch eine wissenschaftliche Abschlussarbeit erforderlich, die veröffentlicht werden kann. Der Titel wird dann in einer feierlichen Abschlusszeremonie vom Dekan (Dean) und einem Promotionsausschuss verliehen.

### Bedeutung
Der Titel Doctor of Pharmacy wird weltweit mit dem Wandel der Pharmazie hin zur klinischen Pharmazie und klinischen Pharmakologie verbunden. Die besondere klinische Komponente befähigt Pharm.D. z. B. zum Einsatz auf der Station im Krankenhaus, was speziell in den USA inzwischen gefordert wird, zuvor aber kaum der Fall war. Speziell an bekannteren Krankenhäusern wird darüber hinaus oft noch eine Spezialisierung (sog. Residency) auf ein Fachgebiet (z. B. Onkologie, Transplantationsmedizin, Immunologie) gewünscht. Damit verläuft die pharmazeutische Laufbahn dann gleich wie bei US-Medizinern (Doctor of Medicine, M.D.). Der Pharm.D. ist dann in das „Health-care Team“ eingebunden und für die Therapieoptimierung bei multimorbiden Patienten direkt verantwortlich. In der internationalen pharmazeutischen Industrie wird der Titel Pharm.D. für bestimmte Führungspositionen inzwischen gefordert, so z. B. in großen schweizerischen, englischen und US-amerikanischen Firmen. In öffentlichen Apotheken werden Pharm.D. besondere Rechte zuteil, so darf ein Pharm.D. z. B. in Großbritannien Folgerezepte ausstellen, in den USA z. b. eigenverantwortlich Ambulatorien zur Gerinnungshemmer-Kontrolle leiten. Hierzu sind aber teilweise noch weitere Lizenzen erforderlich.

## Weiterführendes Studium
Erst nach Erlangen des Titels Pharm.D. können einige weitere Prüfungen und Spezialisierungen abgelegt werden (z. B. „Residency“, siehe Abschnitt „Bedeutung“) und führen dann z. B. den weiteren Titel Board Certified Pharmacotherapy Specialist (BCPS), verliehen vom Board of Pharmacy Specialties (bps). Auch die „american society of consultant pharmacists“ hat sich speziell dem lebenslangen Studium für Pharm.D. verschrieben.